# Blitzspeer (Band)
Blitzspeer war eine US-amerikanische Heavy-Metal- und Thrash-Metal-Band aus New York, deren Anfänge auf das Jahr 1986 zurückgehen und die sich etwa 1993 auflöste.

## Geschichte
Anfang der zweiten Hälfte der 1980er Jahre entwickelten der Bassist Curt Fleck, der seinen Job bei Raging Slab verloren hatte, und der junge Gitarrist Scott Lano in New Yorks Lower East Side Songideen. Letzterer kannte einen anderen Gitarristen, Phil Caivano, der in der Band Shrapnel Erfahrungen gesammelt hatte, und der auch singen konnte. Mit ihm sowie wechselnden Schlagzeugern setzte die Band ihre Ideen um. Auf dem ersten Demo ist Maxwell Montgomery „Mackie“ Jayson der Schlagzeuger. Louie Gasparro ersetzte ihn für die erste Schallplatteneinspielung, die ein Livemitschnitt aus dem Limelight-Club in New York ist. Die sechs Eigenkompositionen der Live betitelten EP (1990; wegen derselben Typografie auch: Blitzspeer Live) stammen von Caivano und Lano. Hinzu kam eine Coverversion des MC5-Klassikers Kick Out the Jams. Als Vorbilder gaben die Musiker MC5 und Bad Religion an. Die Plattenhülle mit den gekreuzten Motorsport-Zielfahnen und dem Totenkopf auf Asphalt gestaltete der Künstler Pushead.
Gasparro verließ Blitzspeer nach der ersten Tour und wurde durch Bryan Essing, der auf dem zweiten Album zu hören ist, ersetzt. Essing wiederum wurde später von David Tritt abgelöst.
Die Songstrukturen beider Veröffentlichungen differieren. Begründet wurde dies mit der Herangehensweise beim Songwriting: Fand dieses bei den frühen Stücken getrennt voneinander statt, wobei die Endversionen durch Zusammensetzung entstanden, fand bei Saves (1991; wegen derselben Typografie auch: Blitzspeer Saves) eine gemeinsame Liedentwicklung statt.
Nach der Single Breath Fire (1993) spielte Blitzspeer im August 1993 noch mit Motörhead, Leeway und Merauder im The New Ritz in New York. Dann muss sich die Band aufgelöst haben, obwohl es keine offizielle Verlautbarung darüber gab.
Phil Caivano widmete sich anschließend der Musikproduktion und arbeitete als Gitarrentechniker für Monster Magnet, was in eine Anstellung als Gitarrist überging. Louie Gasparro spielte bei verschiedenen weniger bekannten Bands und bei Murphy’s Law. Bryan Essing arbeitete als Studiomusiker und verfolgte eine Schauspielkarriere.

## Stil
Die Heavy-Metal-Plattform metallian.com klassifizierte Blitzspeer als eine „Thrash/heavy metal band“. Pat „Riot“ Whitaker und Leanne Ridgeway nannten auf riffrelevant.com den Stil einen „hochenergetischen und kompromisslosen Metal-Rock’n’Roll“. Man solle sich Circus of Power – nur härter – vorstellen. Martin Popoff befand in seinem Buch The Collector’s Guide of Heavy Metal Volume 3: The Nineties, dass sich die Songs punkig anhören. Die Band habe wohl den Metal im Sinn, spiele ihn aber ungepflegt.
Nach Selbstaussage von Caivano war das Debüt Thrash Metal, während er bezüglich des Albums Saves der Einordnung des Interviewers, der es als „Biker Metal“ betrachtete, nicht widersprach.
Live wurde im Break Out von Jürgen Tschamler als Metal mit Power-Metal- und Thrash-Einflüssen charakterisiert. Im Rock Hard lastete Holger Stratmann dem Album an, ein mittelmäßiger Motörhead-Verschnitt zu sein. Dirk Zumpe vom Metal Hammer meinte: „Motörhead und Black Sabbath können’s besser.“
Zum Urteil „mittelmäßig“ für den ihrer Beschreibung nach „Streetrock mit Thrash-Gitarren und Motörhead-Attitüde“ kamen auch Ute Linhardt und Manuela Motz im Heavy oder was!?, wo sie Saves rezensierten. Auf Saves sei Thrash, Punk, traditioneller Heavy Metal (wie Motörhead) sowie Streetrock (wie The Almighty) zu hören, meinte Buffo Schnädelbach im Metal Hammer.

## Diskografie
- 1990: Live (Live-EP; Epic)
- 1991: Saves (Epic)
- 1993: Breath Fire (7"-Vinyl-Single; American Gothic)